# Contea di Licking
La contea di Licking ( in inglese Licking County ) è una contea dello Stato dell'Ohio, negli Stati Uniti. La popolazione al censimento del 2000 era di 145 491 abitanti. Il capoluogo di contea è Newark.